# Difenylfosfid lithný
Difenylfosfid lithný je organolithná sloučenina se vzorcem (C6H5)2PLi. Jedná se o pevnou látku, citlivou na vzduch, která se používá na přípravu difenylfosfinových sloučenin. Čistá látka je světle žlutá a v etherových roztocích vytváří tmavě červený komplex.

## Příprava a reakce
Difenylfosfid lithný se, obdobně jako draselná a sodná sůl, připravuje redukcí chlordifenylfosfinu, trifenylfosfinu, nebo tetrafenyldifosfinu alkalickým kovem (M):
(C6H5)2PCl + 2 M → (C6H5)2PM + MCl
(C6H5)3P + 2 M → (C6H5)2PM + MC6H5
(C6H5)4P2 + 2 M → 2 (C6H5)2PM
Další možností je deprotonace difenylfosfinu.
Reakcí s vodou vzniká difenylfosfin:
(C6H5)2PLi + H2O → (C6H5)2PH + LiOH
S halogenovanými uhlovodíky vytváří tato sůl terciární fosfiny:
(C6H5)2PM + RX → (C6H5)2PR + MX
Reakcemi s halogenidy kovů se tvoří fosfidokomplexy.

## Struktura
I když jde o soli, tak se difenylfosfidy alkalických kovů v roztocích shlukují. V pevné podobě mají polymerní struktury.